# Moschopsis trilobata
Moschopsis trilobata är en calyceraväxtart som beskrevs av Dusen. Moschopsis trilobata ingår i släktet Moschopsis och familjen calyceraväxter. Inga underarter finns listade i Catalogue of Life.